# 大阪文化賞
大阪文化賞（おおさかぶんかしょう）とは、直近の一年間に、学術・生活文化・芸術の分野において際立った活躍をした個人・団体、または、文化芸術の活動者の支援や大阪文化の情報発信など文化芸術の振興に著しい功績のあった個人・団体に対してその業績を称える賞である。府民（大阪府に在住・在勤・在学する人）もしくは推薦委員（学識経験者等）により推薦された候補者の中から選考委員会で選考、受賞者（1名もしくは1団体）が決定される。

## 概要
1963年（昭和38年）に大阪府・大阪市及び大阪府教育委員会・大阪市教育委員会により大阪の芸術文化の向上に貢献した人（団体）を対象として、大阪文化賞・大阪芸術賞が設置される。
2006年（平成18年）には大阪文化賞特別賞、大阪芸術賞特別賞、大阪文化発信賞など新設されるが、2009年（平成21年）度からは、府民推薦を受け付けるなどして賞の全般にわたって見直しを行い、従来の「長年の功績」に対する賞から｢旬の活躍」に対する賞へと変更され、従来の5つの賞（大阪文化賞、大阪芸術賞、大阪文化賞特別賞、大阪芸術賞特別賞、大阪文化発信賞）が大阪文化賞に一本化される。
　

## 過去の受賞者一覧

### 大阪文化賞
- 2024年（令和6年）[3] - 前田妃奈（芸術：音楽）※ヴァイオリニスト[4]
- 2023年（令和5年） - 冨田一樹（芸術：音楽）
- 2022年（令和4年） - 塩田千春（芸術：美術）
- 2021年（令和3年） - 四代 田辺竹雲斎（芸術：美術）
- 2020年（令和2年） - 公益財団法人山本能楽堂（能楽・文化振興）
- 2019年（令和元年） - 豊島将之（将棋）
- 2018年（平成30年） - 朝井まかて（文学）
- 2017年（平成29年） - 井上道義（音楽）
- 2016年（平成28年） - 森村泰昌（現代美術）
- 2015年（平成27年） - 松本雄吉（演劇）
- 2014年（平成26年） - 丸谷明夫（音楽）
- 2013年（平成25年） - 片岡愛之助（歌舞伎）
- 2012年（平成24年） - 桐竹勘十郎（文楽）
- 2011年（平成23年） - 石黒浩（ロボット工学）
- 2010年（平成22年） - 井山裕太（囲碁）
- 2009年（平成21年） - ヤノベケンジ（現代美術）
- 2008年（平成20年） - 休止
- 2007年（平成19年） - 中村桂子（学術）、日本テレマン協会（音楽）
- 2006年（平成18年） - 熊谷信昭（学術〈電磁波工学〉）
- 2005年（平成17年） - 柏木哲夫（学術〈医学〉）、芝哲夫（学術〈化学〉）
- 2004年（平成16年） - 末次攝子（文化振興）、鳥越憲三郎（文化人類学・古代史）
- 2003年（平成15年） - 金関恕（考古学）、石毛直道（民族学）
- 2002年（平成14年） - 網干善教（考古学）、西村公朝（仏教彫刻）
- 2001年（平成13年） - 井村シンクロナイズドスイミングクラブ（水泳）、脇田修（日本近世史）
- 2000年（平成12年） - 木南道孝（スポーツ振興）、上田篤（都市計画）
- 1999年（平成11年） - 川島康生（医学）、吉鹿徳之司（文化振興）
- 1998年（平成10年） - 佐治敬三（文化振興）、岡田善雄（細胞工学）
- 1997年（平成 9年） - 上田正昭（日本・東アジア古代史）、谷沢永一（日本近代文学）
- 1996年（平成 8年） - 梅渓昇（日本史）、四代大江巳之助（文化振興）
- 1995年（平成 7年） - 岡田文江（演劇振興）、能村龍太郎（文化振興）
- 1994年（平成 6年） - 菅泰男（英文学）、湯木貞一（料理）
- 1993年（平成 5年） - 山崎正和（演劇学）、サントリー文化財団（文化振興）
- 1992年（平成 4年） - 谷口豊三郎（学術振興）、作道洋太郎（日本経済史）
- 1991年（平成 3年） - 木村重信（芸術学）、山野忠彦（樹木保護）
- 1990年（平成 2年） - 小松左京（文化振興）、坪井清足（考古学）
- 1989年（平成元年） - 奥野良臣（医学）、直木孝次郎（古代史）
- 1988年（昭和63年） - 曲直部壽夫（医学）、林正之助（大衆芸能）
- 1987年（昭和62年） - 牧野直隆（アマチュア野球）、中村幸彦（近世国文学）
- 1986年（昭和61年） - 藤野恒三郎（医学）、吉永孝雄（文化振興）
- 1985年（昭和60年） - 山村雄一（医学）、野間光辰（国文学）
- 1984年（昭和59年） - 里井達三良（文化振興）、原清（音楽振興）
- 1983年（昭和58年） - 岡本良一（史学）、藤澤一夫（歴史考古学）
- 1982年（昭和57年） - 小島吉雄（市民教養）、竹原吉助（文化振興）
- 1981年（昭和56年） - 吉田常雄（医学）、梅棹忠夫（民族学）
- 1980年（昭和55年） - 梶原三郎（衛生学）、阪本平一郎（郷土史）
- 1979年（昭和54年） - 松井正三（歌舞伎振興）、三宅忠一（工芸振興）
- 1978年（昭和53年） - 野口幸助（音楽振興）、牧村史陽（郷土史）
- 1977年（昭和52年） - 白數美輝雄（医学）、小野攝龍（郷土文化）
- 1976年（昭和51年） - 栗本順三（文化振興）、ガールスカウト日本連盟大阪支部（青少年教育）
- 1975年（昭和50年） - 黒羽兵治郎（郷土史）、中村廣三（体育振興）
- 1974年（昭和49年） - 天牛新一郎（書籍）、日本ボーイスカウト大阪連盟（青少年教育）
- 1973年（昭和48年） - 橋本宇太郎（囲碁）、吉村一夫（音楽評論）
- 1972年（昭和47年） - 鷲谷樗風（郷土研究）、大阪高等技術研修所（産業教育）
- 1971年（昭和46年） - 大阪文学学校（郷土文化）、早川徳次（特殊教育）
- 1970年（昭和45年） - 西脇りか（教育）、山田スイミングクラブ（水泳）
- 1969年（昭和44年） - 水川清一（文化振興）、浅田敏章（文化振興）
- 1968年（昭和43年） - 阿部孝次郎（文化振興）、中村裕吉（文化振興）
- 1967年（昭和42年） - 犬養孝（国文学）、松原興三松（文化振興）
- 1966年（昭和41年） - 本田良寛（医療活動）、鶴岡一人（野球）
- 1965年（昭和40年） - 布施信良（医学）、飯島幡司（文化振興）
- 1964年（昭和39年） - 望月信成（美術振興）、出口常順（文化振興）
- 1963年（昭和38年） - 日紡貝塚バレーボール・チーム（体育）、日本ライトハウス（文化振興）

### 大阪芸術賞
- 2007年（平成19年） - 十五代目片岡仁左衛門（歌舞伎）
- 2006年（平成18年） - 難波利三（小説）
- 2005年（平成17年） - 宮本輝（小説）、植田紳爾（歌劇）
- 2004年（平成16年） - 九代竹本綱大夫（文楽）、桂信子（俳句）
- 2003年（平成15年） - 山村楽正（邦舞）、岩田直二（演劇）
- 2002年（平成14年） - 白髪一雄（現代美術）、七代鶴澤寛治（文楽）
- 2001年（平成13年） - 眉村卓（小説）、コシノヒロコ（服飾）
- 2000年（平成12年） - 奈河彰輔（歌舞伎）、森南海子（服飾）
- 1999年（平成11年） - 片岡秀太郎（歌舞伎）、大槻文藏（能楽）
- 1998年（平成10年） - 吉田文雀（文楽）、藤本義一（文芸）
- 1997年（平成 9年） - 大阪市音楽団（吹奏楽）、二代目桂枝雀（落語）
- 1996年（平成 8年） - 陳舜臣（文芸）、三代目桂春団治（落語）
- 1995年（平成 7年） - 新宮晋（彫刻）、三代吉田簑助（文楽）
- 1994年（平成 6年） - 二世茂山千之丞（狂言）、梅舒適（篆刻）
- 1993年（平成 5年） - 七世竹本住大夫（人形浄瑠璃文楽太夫）、丸山石根（日本画）
- 1992年（平成 4年） - 元永定正（洋画）、五代目桂文枝（落語）
- 1991年（平成 3年） - 鶴澤寛八（義太夫三味線）、秋山和慶（指揮）
- 1990年（平成 2年） - 安藤忠雄（建築）、山崎旭萃（琵琶）
- 1989年（平成元年） - 茂山千五郎（狂言）、大谷晃一（伝記文学）
- 1988年（昭和63年） - 鶴澤燕三（文楽三味線）、松本尚女（邦舞）
- 1987年（昭和62年） - 中村扇雀（歌舞伎）、杉山平一（文芸）
- 1986年（昭和61年） - 夢路いとし・喜味こいし（漫才）、津高和一（洋画）
- 1985年（昭和60年） - 桐竹勘十郎（文楽）、石濱恒夫（文芸）
- 1984年（昭和59年） - 山村若佐紀（邦舞）、横井和子（洋楽）
- 1983年（昭和58年） - 岡部伊都子（随筆）、初代吉田玉男（文楽）
- 1982年（昭和57年） - 曾我廼家五郎八（喜劇）、菊棚月清（邦楽）
- 1981年（昭和56年） - 竹本津大夫（文楽）、河井達海（洋画）
- 1980年（昭和55年） - 岩宮武二（写真）、山村たか（上方舞）
- 1979年（昭和54年） - 辻井市太郎（吹奏楽）、四世竹本越路大夫（文楽）
- 1978年（昭和53年） - 直原玉青（日本画）、三世桂米朝（落語）
- 1977年（昭和52年） - 三世茂山千作（狂言）、須田剋太（洋画）
- 1976年（昭和51年） - 花田峰堂（書）、田辺聖子（小説）
- 1975年（昭和50年） - 藤山寛美（喜劇）、松井正（洋画）
- 1974年（昭和49年） - 阿波野青畝（俳句）、須山知行（箏曲）
- 1973年（昭和48年） - 浅野孟府（彫塑）、大西信久（能楽）
- 1972年（昭和47年） - 中村鴈治郎（歌舞伎）、豊竹小仙（邦楽）
- 1971年（昭和46年） - 富士正晴（小説）、竹本相生翁（文楽）
- 1970年（昭和45年） - ミヤコ蝶々（喜劇）、吉田栄三（文楽）
- 1969年（昭和44年） - 鶴澤寛治（文楽三味線）、菊原初子（邦楽）
- 1968年（昭和43年） - 花登筐（劇作）、花柳有洸（日本舞踊）
- 1967年（昭和42年） - 小坂奇石（書）、司馬遼太郎（小説）
- 1966年（昭和41年） - 松下眞一（作曲）、長谷川幸延（文芸）
- 1965年（昭和40年） - 山村若（日本舞踊）、竹本綱大夫（文楽）
- 1964年（昭和39年） - 十三代目片岡仁左衛門（歌舞伎）、安田青風（短歌）
- 1963年（昭和38年） - 青木大東（日本画）、楳茂都陸平（日本舞踊）

### 大阪文化賞特別賞
- 2006年（平成18年） - 桂三枝（文化振興）

### 大阪芸術賞特別賞
- 2007年（平成19年） - 小栗まち絵（洋楽）
- 2006年（平成18年） - 大植英次（洋楽）

### 大阪文化発信賞
- 2007年（平成19年） - 藤山直美（演劇）
- 2006年（平成18年） - 四代目 坂田藤十郎（歌舞伎）